# 바를러나사우

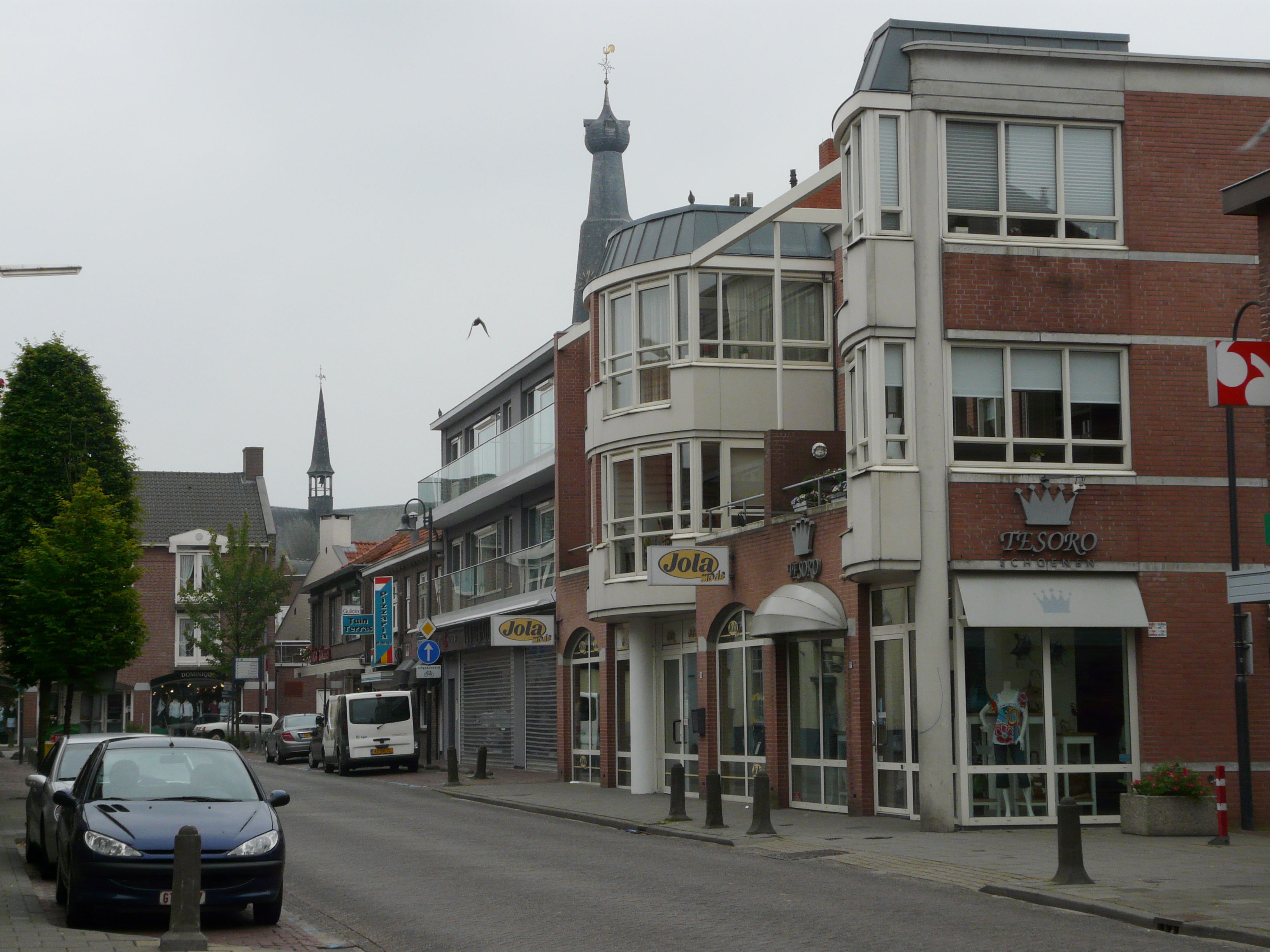
바를러나사우의 시가지

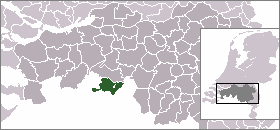
지도의 녹색 부분

바를러나사우(네덜란드어: Baarle-Nassau)는 네덜란드 노르트브라반트주의 읍으로, 면적은 76.21 km2, 인구는 6,600여 명이다. 이 곳은 바를러 지역 중 네덜란드 영역으로, 바를러 지역의 벨기에 영역은 바를러헤르토흐(Baarle-Hertog)라고 한다.

## 개요
바를러나사우 안에는 벨기에 바를러헤르토흐에 속하는 22개의 크고 작은 벨기에 월경지(2.632 km2)가 있다. 벨기에 월경지 안에는 또 7개의 네덜란드 영토(0.122 km2)가 있으며, 벨기에 본토에 위치한 존더레이헌 안에도 네덜란드의 월경지가 1개(0.028 km2) 있다.
네덜란드와 벨기에 국경에 걸쳐 있는 집이나 식당은 출입문을 기준으로 국적이 결정된다.

## 같이 보기
- 바를러
- 바를러헤르토흐